# 갈매기의 꿈 (1973년 영화)
《갈매기의 꿈》(영어: Jonathan Livingston Seagull)은 1973년에 개봉한 리처드 바크의 동명 소설을 영화화한 것이다.

## 출연
- 제임스 프랜시스커스 - 조나단
- 리처드 크레나 - 조나단의 아버지
- 도러시 맥과이어 - 조나단의 어머니
- 홀 버틀렛 - 늙은 갈매기
- 안필립 - 창
- 데이비드 래드 - 플레처
- 줄리엣 마일스 - 머린

## 한국판 성우진(KBS)
- 오세홍 - 조나단(제임스 프랜시스커스)
- 정기항 - 늙은 갈매기(홀 버틀렛)
- 설영범 - 조나단의 아버지(리처드 크레나) / 창(안필립)
- 김성희 - 조나단의 어머니(도러시 맥과이어)
- 윤병화 - 플레처(데이비드 래드)
- 유남희 - 머린(줄리엣 마일스)
- 홍경화 - 갈매기
- 임은정 - 갈매기
- 유제상 - 갈매기
- 김익태 - 갈매기